# Biskupice (powiat wielicki)
Biskupice – wieś w Polsce położona w województwie małopolskim, w powiecie wielickim, w gminie Biskupice.
Siedziba gminy Biskupice (mimo że gmina bierze swoją nazwę od nazwy wsi) znajduje się w pobliskich Tomaszkowicach.
W roku 2021 w Biskupicach mieszkały 1174 osoby, z czego 51,9% mieszkańców stanowiły kobiety, a 48,1% mężczyźni.
Przez miejscowość przechodzi droga wojewódzka 966 z Wieliczki do Tymowej.
Wieś biskupstwa krakowskiego w powiecie szczyrzyckim w województwie krakowskim w końcu XVI wieku.
W latach 1954–1960 wieś należała i była siedzibą władz gromady Biskupice, po jej zniesieniu w gromadzie Przebieczany, a po zniesieniu tej w 1969 r. powtórnie była siedzibą gromady Biskupice. W latach 1975–1998 miejscowość administracyjnie należała do województwa krakowskiego.
| SIMC    | Nazwa     | Rodzaj    |
| ------- | --------- | --------- |
| 0314885 | Bukowiec  | część wsi |
| 0314891 | Pacówki   | część wsi |
| 0314900 | Rymarówka | część wsi |
| 0314916 | Słomiana  | część wsi |

## Historia
Z zachowanych przekazów historycznych wiadomo, że prawie wszystkie wsie dzisiejszej gminy Biskupice istniały już w XII wieku, a takie jak Biskupice i Bodzanów nawet wcześniej.
Prowadzone w ostatnich dziesięcioleciach tego wieku badania archeologiczne wykazały, że Biskupice i Bodzanów istniały już w okresie prehistorycznym i były zamieszkane przez ludność zajmującą się wyrębem lasów, pasterstwem i rolnictwem, a w wypadku Biskupic nawet warzeniem soli. Wykopaliska w Bukowej Górze w Biskupicach dowodzą, że już w epoce brązu istniał tu obronny gród – jeszcze obecnie można dopatrzeć się pozostałości kolistych wałów i innych urządzeń obronnych.
Wiadomości z okresu historycznego zawdzięczamy zachowanym zabytkom pisanym głównie z nadaniem dla zakonów benedyktynów z Tyńca i cystersów z Mogiły. Te dwa zakony mają duży wkład nie tylko w podniesienie gospodarki rolnej i hodowlanej, ale także w zachowanie wiedzy historycznej. Jednym z pierwszych dokumentów historycznych jest zapis związany z organizacją parafii wielickiej. W roku 1044 benedyktyni z Tyńca jako księża powstającej parafii wielickiej otrzymali uposażenie składające się ze źródeł solnych w Wieliczce oraz dwóch wsi, a mianowicie Bodzanowa i Siercza. Z zapisu tego wnioskujemy, że tereny wokół Wieliczki stanowiły własność królewską (nadania dokonał Kazimierz Odnowiciel), a na mocy darowizny królewskiej stały się własnością zakonu benedyktynów.
Wiadomo, że przed rokiem 1223 w Biskupicach istniał już kościół pod wezwaniem św. Marcina, a wieś była własnością Biskupów krakowskich, ale mieli tu też swoje beneficjum kanonicy regularni z Krakowa aż do roku 1780. Już w XIII wieku istniał w Biskupicach duży kamieniołom, z którego dostarczono kamienia do budowy zamków i murów obronnych. Między innymi z kamienia biskupickiego wybudowany został w Wieliczce istniejący do dziś tzw. „Dom pośród żupy”.
Wszystkie wsie były zakładane na tzw. „surowym kamieniu”, tzn. w miejscu wcześniej nie zabudowanym i niezamieszkanym, np. w lasach, które w celach osadniczych wyrąbywano.
Dopiero po najazdach tatarskich (1241–1287), w następstwie ogromnych zniszczeń materialnych i wśród ludności, wsie były ponownie lokowane, a osadzano w nich ludność różnego pochodzenia.
10 grudnia 1943 wieś została spacyfikowana przez niemieckich okupantów. W wyniku tej akcji śmierć poniosło 25 mieszkańców. Większość rozstrzelano w Podłęży.

## Zabytki
Obiekty wpisane do rejestru zabytków nieruchomych województwa małopolskiego.
- Kościół parafialny pw. św. Marcina, ogrodzenie, drzewostan.
Kościół istniał już przed rokiem 1223 i był w posiadaniu biskupów krakowskich, zbudowany na miejscu pogańskiej gontyny[10]. Kościół składa się z pięciu części. Najstarsza część prezbiterium z około XIII w. z równie starą chrzcielnicą z polichromią wczesnopiętnastowieczną i XVIII-wiecznym barokowym ołtarzem z antepedium, na którym jest znak Kalinowskiego, strażnika wojskowego, uczestnika wojen szwedzkich, moskiewskich, kozackich i tureckich, zmarłego w 1673 roku. Obok kościoła stoi ośmioboczna kaplica z XVI wieku, w której czczony jest obraz Matki Boskiej Szkaplerznej z przesłonami. Trzecia część – nawa główna, w której są dwa ołtarze, ławki i konfesjonał. Czwarta – przedłużenie nawy i chór, gdzie są organy i piąta część – wieża kościoła wybudowana w 1888 roku na wzór wieży Kościoła Mariackiego w Krakowie. Po zniszczeniu w 1914 roku obiekt został odbudowany. Z najstarszego wyposażenia zachował się kamienny portal, natomiast ołtarze, chrzcielnica i stalle są z XVII i XVIII w.
- Zespół parkowy: dwór, park, kapliczka św. Jana Nepomucena.

Inne
- Grodzisko na szczycie Bukowej Góry[11];
- Pomnik Bohaterów Narodowych w Biskupicach – odsłonięty w 1963 roku, przypominający bohaterstwo synów tej ziemi, których miejsca pochówku w większości nie są znane. Na pomniku wyryto nazwisko o. Narcyza Turchana z zakonu reformatów, w czasie okupacji gwardiana kościoła i klasztoru we Włocławku, który zginął w obozie w Dachau. W poszukiwaniu partyzantów hitlerowcy urządzili 10 grudnia 1943 roku w Biskupicach obławę. Kilka osób ratujących się ucieczką zgładzono na miejscu, 11 zostało rozstrzelanych w Podłężu a resztę wywieziono do Oświęcimia.

## Galeria zdjęć

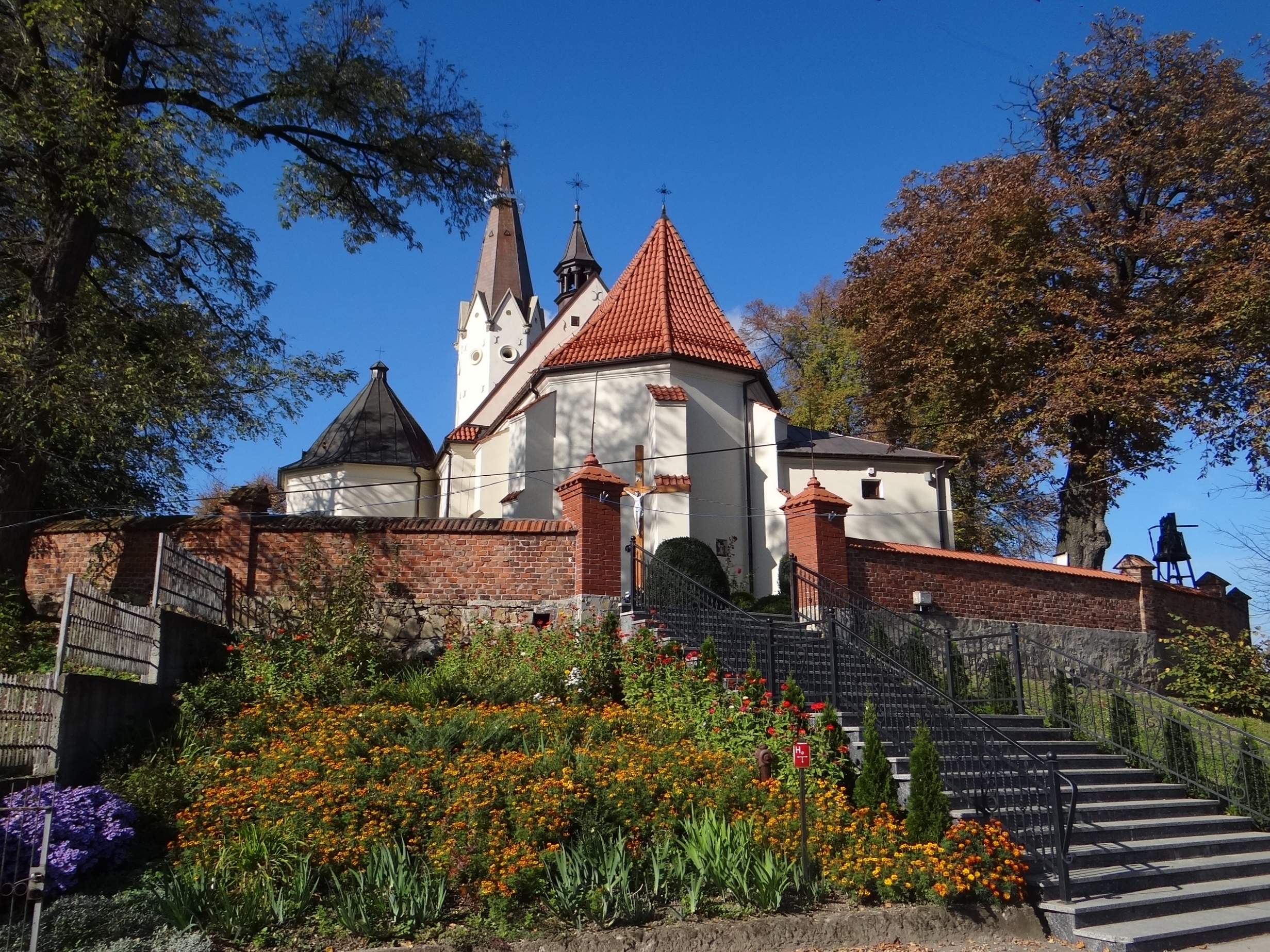
Kościół
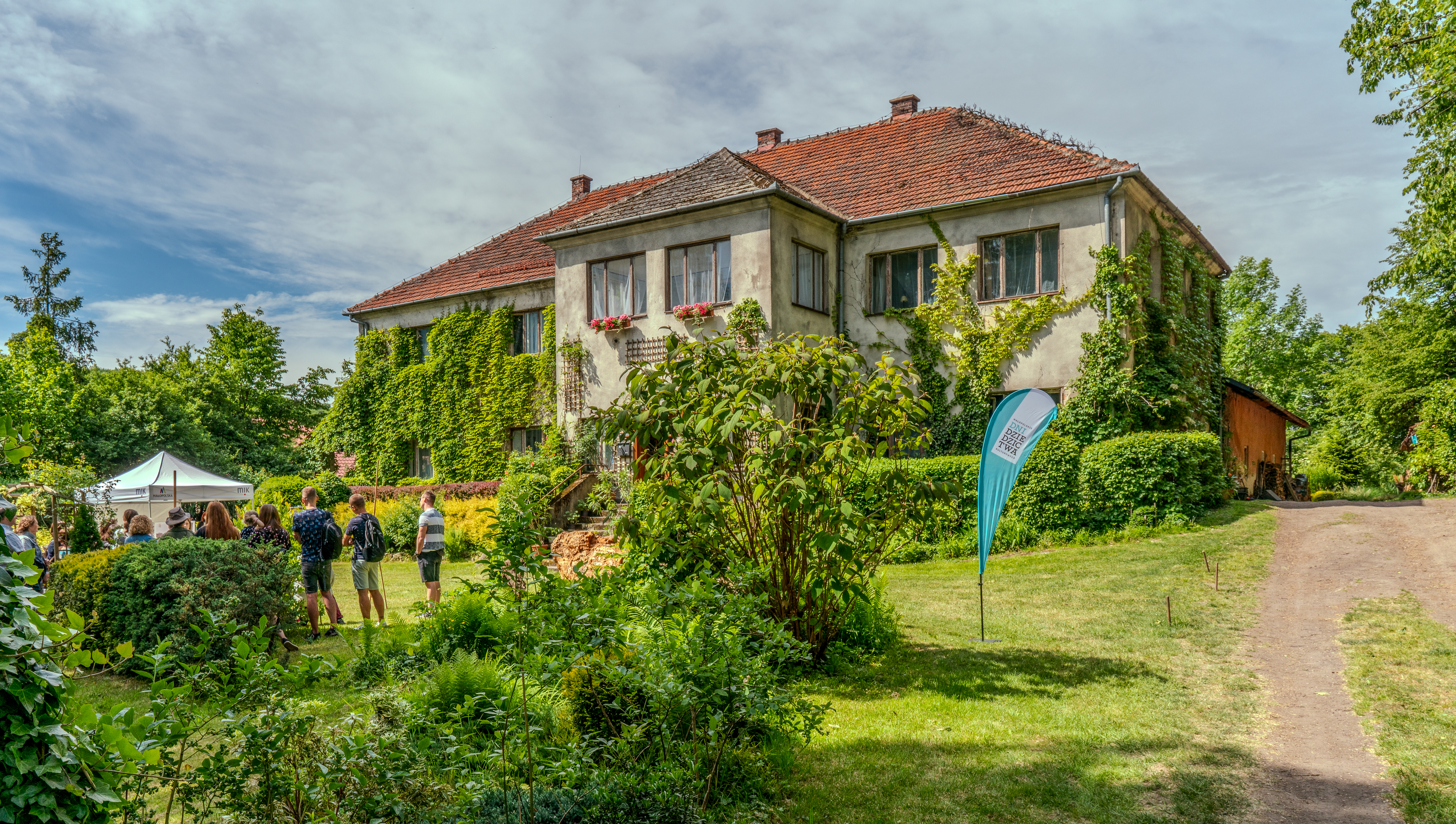
Dwór
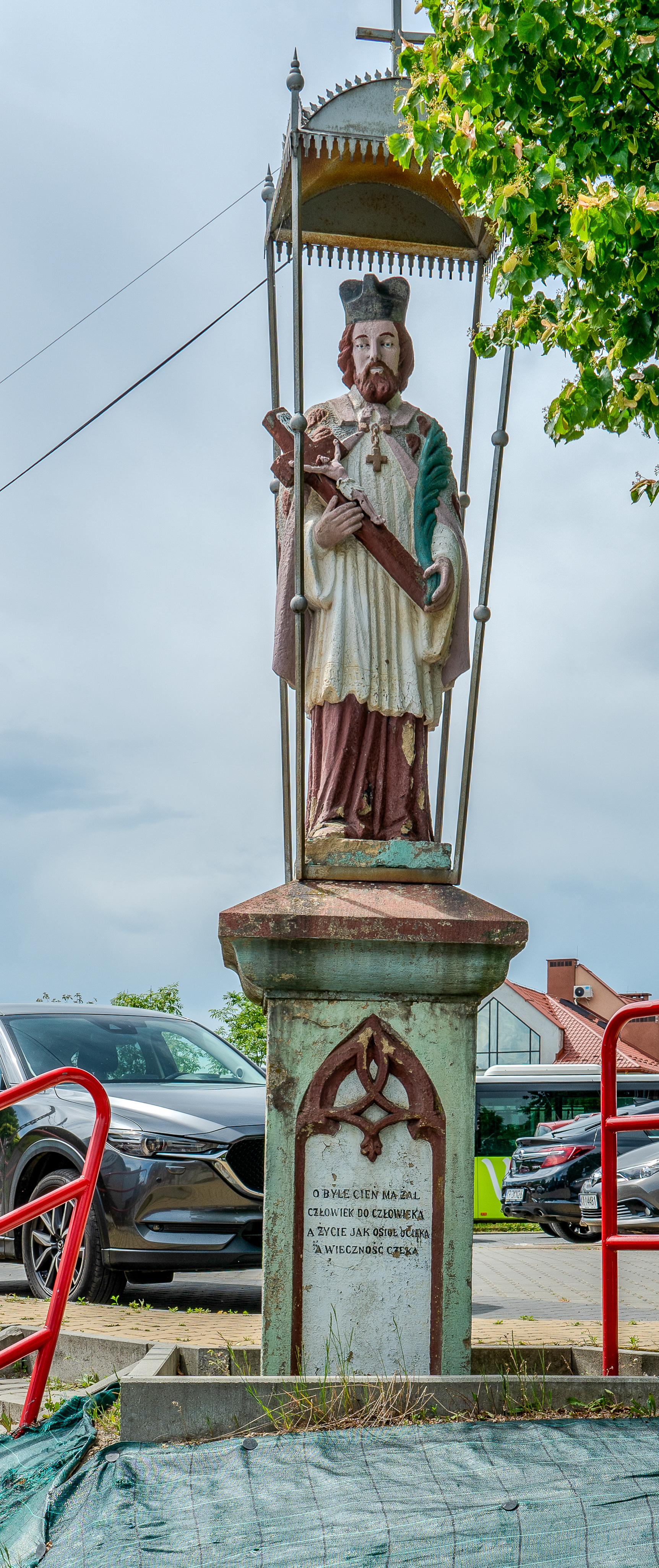
Kapliczka
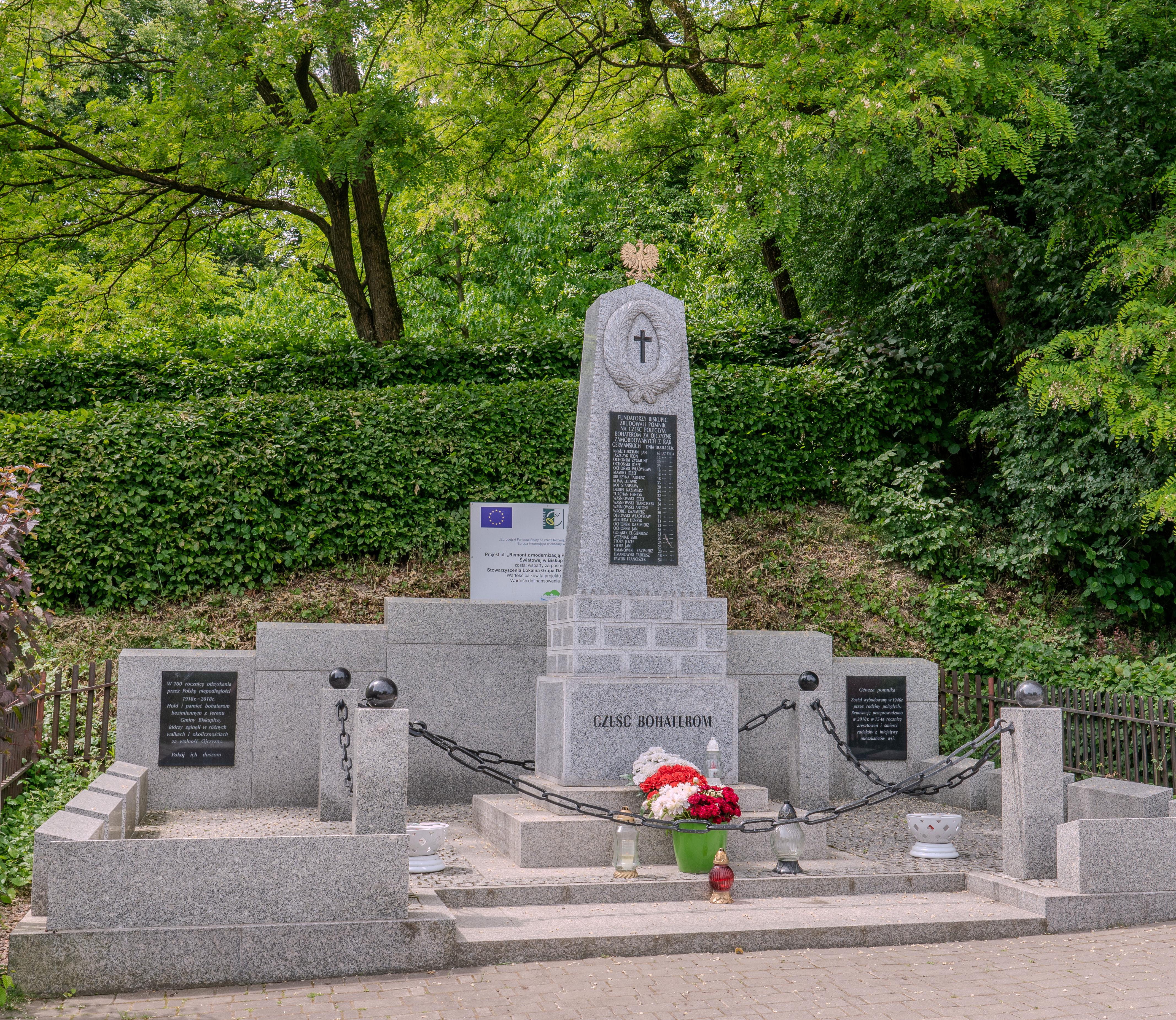
Pomnik

## Osoby związane z miejscowością
- Antoni Pajdak,
- Narcyz Turchan.